# 1629

## Esdeveniments
Països Catalans
Resta del món
- 28 de juny - Es signa la Pau d'Alais, negociada pel Cardenal Richelieu, entre els hugonots i el rei de França Lluís XIII.[1]
- Arribada dels primers europeus a Austràlia.
- Epidèmia de pesta a Espanya.
- Pierre de Fermat descriu el càlcul diferencial.

## Naixements
Països Catalans
- València: Crisóstomo Royo de Castellví, bisbe de Sogorb.

Resta del món
- 14 d'abril - l'Haia, Països Baixos: Christiaan Huygens, matemàtic, físic i astrònom neerlandès (m. 1695).[2]

## Necrològiques
Pendent